# Colomys goslingi
Colomys goslingi је врста глодара из породице мишева (Muridae).

## Распрострањење
Ареал врсте Colomys goslingi обухвата већи број држава. Врста има станиште у Судану, Камеруну, Републици Конго, ДР Конгу, Етиопији, Замбији, Анголи, Кенији, Бурундију, Централноафричкој Републици, Габону, Либерији, Руанди, Уганди и Екваторијалној Гвинеји.

## Станиште
Станишта врсте су шуме, саване, травна вегетација и слатководна подручја. 
Врста је по висини распрострањена до 3.200 метара надморске висине.

## Угроженост
Ова врста је наведена као последња брига, јер има широко распрострањење и честа је врста.